# Aleida Schweitzer
Aleida Schweitzer (Lages, 1938) is een Braziliaans pianiste. Zij is vooral bekend vanwege haar interpretaties van Bach. Zij was tot aan zijn dood in juni 2017 getrouwd met de violist Jerzy Milewski, met wie ze het Duo Milewski vormde.

## Biografie
Schweitzer heeft haar opleiding gedaan aan het conservatorium van Paraná. Daarna breidde zij haar kennis uit in Europa. In Amsterdam studeerde ze bij Jaap Callenbach en in Warschau bij Jan Ekier. In deze laatste stad leerde ze de violist Jerzy Milewski kennen. Ze trouwden in 1971 en ze trok samen met hem terug naar Brazilië.
Zij gaf les aan de universiteiten Uni-Rio in Rio de Janeiro en UFES in Vitória, en gaf verschillende masterclasses aan universiteiten van de Verenigde Staten. Zij heeft in Polen alle concerten van Bach opgenomen die zijn geschreven voor een toetseninstrument en orkest. Ze heeft de universiteitskoren opgericht van de Universiteit van Paraná en de Universiteit van Santa Catarina.
In Brazilië gaf ze zelf concerten, en begeleidde ze haar man in het Duo Milewski. Ook voerde ze samen met hem "Didactische Concerten" voor kinderen uit. Verder geeft zij opleidingen aan pianisten van hoog niveau.

## Prijzen
Aleida Schweitzer ontving de volgende prijzen:
- West Virginia Ambassador of Music Among All People
- Orde van Verdiense van de Poolse Cultuur

Bij de Internationale Wieniawski-Vioolcompetitie in Polen wordt de Aleida Schweitzer-prijs uitgereikt voor de beste begeleider.